# Epigomphus jannyae
Epigomphus jannyae – gatunek ważki z rodziny gadziogłówkowatych (Gomphidae). Występuje na terenie Ameryki Środkowej.